# Palisade (Nevada)
Palisade es un área no incorporada ubicada en el condado de Eureka en el estado estadounidense de Nevada.

## Geografía
Palisade se encuentra ubicado en las coordenadas 40°36′37″N 116°11′55″O / 40.61028, -116.19861.